# Anadara guangdongensis
Anadara guangdongensis is een tweekleppigensoort uit de familie van de Arcidae. De wetenschappelijke naam van de soort is voor het eerst geldig gepubliceerd in 1993 door Bernard, Cai & Morton.